# Beatrice Chebet
Beatrice Chebet (født 2000) er en kenyansk atlet, som deltager i langdistanceløb.
Hun repræsenterede Kenya under sommer-OL 2024 i Paris, hvor hun vandt guld på 5000 og 10000 meter.